# Mordi e fuggi (film)
Mordi e fuggi è un film del 1973 diretto da Dino Risi.

## Trama
Fabrizio, Raul e Sylva, una banda di anarchici, rapinano una banca e, fuggendo, uccidono un poliziotto. Intercettati da una pattuglia della polizia si fermano in una stazione di servizio e prendono in ostaggio Giulio, socio di un'industria farmaceutica con a capo il suocero, e Danda, la sua giovane amante, diretti al mare per trascorrere insieme il fine settimana.
Inizia così un inseguimento a distanza dal Lazio alla Toscana e, alle auto della polizia e dei carabinieri, si aggiungono quelle dei giornalisti e della televisione insieme a qualche veicolo pubblicitario. I fuggitivi fanno conoscere le loro richieste per rilasciare gli ostaggi, cento milioni di lire e un velivolo in un piccolo aeroporto, e mentre i familiari di Giulio, gli inquirenti e i politici discutono le strategie da adottare continuano la fuga cercando di far perdere le tracce.
Dopo aver trascorso la notte nella villa di un vecchio generale in pensione, durante la quale sequestratori e ostaggi mettono a nudo i diversi caratteri, si avviano all'appuntamento presso un campo di volo per la consegna del riscatto e dell'aereo. La polizia, però, ha teso un agguato e la fuga si conclude tragicamente.

## Distribuzione
Visto di censura italiano n. 61988 consegnato il 1-3-1973 con parere favorevole per la visione in pubblico, senza limitazioni, dopo il taglio di ben 7 metri di pellicola riguardanti la seconda scena d'amore tra Fabrizio e la studentessa.

## Curiosità
Probabilmente il titolo del film è un esplicito riferimento al rapimento di Idalgo Macchiarini, ex dirigente della Sit-Siemens che fu la prima persona ad essere sequestrata dalle Brigate Rosse il 3 marzo del 1972. Infatti nella foto poi diffusa del rapito, appariva anche un cartello scritto dalle BR che iniziava l'invettiva con l'esclamazione "Mordi e fuggi!"